# Benedetta Glionna
Benedetta Glionna (Napels, 26 juli 1999) is een voetbalspeelster uit Italië. Ze speelt als aanvaller voor AS Roma in de Serie A.

## Clubcarrière
Glionna begon haar voetbalcarrière bij Fiammamonza in 2011. In het seizoen 2013/14 werd ze overgeheveld naar het eerste elftal. Door financiële problemen degradeerde de club naar de Serie C. Bij deze club speelde ze samen met Sofia Cantore. In het seizoen 2016/17 wisten Glionna en Cantore promotie naar de Serie B te bewerkstelligen. Hierna stapten ze over naar het jeugdelftal van Juventus FC. In haar debuutseizoen werd ze gelijk landskampioen van de Serie A. Dit was de eerste titel in de clubgeschiedenis van Juventus. In september 2018 werd Glionna onderscheiden met een "Golden Girl" trofee voor beste jonge Italiaanse speelster. In haar tweede seizoen kende Glionna veel blessureleed. In het seizoen 2019/20 werd Glionna verhuurd aan Hellas Verona. Ze wist in zestien wedstrijden vijf keer tot scoren te komen. In het daaropvolgende seizoen volgde een nieuwe verhuurbeurt aan SSD Empoli. In 18 competitiewedstrijden kwam Glionna tien keer tot scoren voor de Toscaanse club. Voorafgaand aan het seizoen 2021/22 liet Glionna Juventus definitief achter haar en tekende ze een contract bij AS Roma.

## Statistieken
| Seizoen | Club          | Land   | Competitie | Wedstrijden | Doelpunten |
| ------- | ------------- | ------ | ---------- | ----------- | ---------- |
| 2017/18 | Juventus FC   | Italië | Serie A    | 20          | 7          |
| 2018/19 | Juventus FC   | Italië | Serie A    | 18          | 6          |
| 2019/20 | Hellas Verona | Italië | Serie A    | 16          | 5          |
| 2018/19 | SSD Empoli    | Italië | Serie A    | 18          | 10         |
| 2021/22 | AS Roma       | Italië | Serie A    | 18          | 5          |
| 2022/23 | AS Roma       | Italië | Serie A    | 25          | 5          |
| 2023/24 | AS Roma       | Italië | Serie A    | 18          | 3          |
| 2024/25 | AS Roma       | Italië | Serie A    | 17          | 1          |
| Totaal  | Totaal        | Totaal | Totaal     | 150         | 42         |

Laatste update: 11 april 2025

## Interlandcarrière
Glionna maakte haar debuut voor het Italiaanse nationale team op 20 januari 2018 door in de basis te starten tegen Frankrijk.  Ze kwam in actie op het WK 2023 in Australië en Nieuw-Zeeland. Hier was de groepsfase het eindstation voor Italië na een nederlaag tegen Zuid-Afrika. In deze wedstrijd maakte Glionna als enige haar opwachting.